# Список членов Сената Олий Мажлиса Узбекистана (2010—2015)
Список членов Сената Олий Мажлиса Узбекистана «второго созыва» состоит из имён представителей вилоятов, Республики Каракалпакстан и города Ташкента, избранных в соответствии с конституционным законом от 12 декабря 2002 года № 432-II «О Сенате Олий Мажлиса Республики Узбекистан».

## Структура Сената
По шесть членов Сената были избраны тайным голосованием из числа депутатов органов представительной власти от Республики Каракалпакстан, двенадцати вилоятов и города Ташкента, на выборах прошедших в январе 2010 года, ещё шестнадцать членов Сената были назначены указом Президента 22 января 2010 года.

## Руководство Сената
- Председатель Сената — Илгизар Матякубович Собиров
- Заместитель председателя Сената — Мавжуда Абдуллаевна Раджабова
- Заместитель председателя Сената — Муса Тажетдинович Ерниязов[1]
- Председатель Комитета по вопросам бюджета и экономическим реформам — Абдурашид Султанович Алтиев
- Председатель Комитета по законодательству и судебно-правовым вопросам — Светлана Баймирзаевна Артыкова
- Председатель Комитета по вопросам обороны и безопасности — Юлчибой Эргашевич Турсунбаев
- Председатель Комитета по внешнеполитическим вопросам — Садык Салихович Сафаев
- Председатель Комитета по вопросам науки, образования, культуры и спорта — Мамазаир Хужамбердиев
- Председатель Комитета по аграрным, водохозяйственным вопросам и экологии — Хамрабай Рахимович Разаков
- Председатель Комиссии по регламенту и этике — Акмаль Махмудович Акрамов[2]

## Назначенные Президентом Узбекистана
1. Абдуллаев, Ихтиёр Бахтиёрович
2. Акбарова, Фарида Шарахимовна
3. Артыкова, Светлана Баймирзаевна
4. Ахмедов, Анвар Акмалович
5. Бакибаев, Эркин Джураевич
6. Мирзаалиев, Икболжон Мирзакаримович
7. Мухамедов, Гафурджан Исраилович
8. Рахманкулов, Мир-Акбар Ходжи-Акбарович
9. Ртвеладзе, Эдвард Васильевич
10. Салихов, Шавкат Исмаилович
11. Санакулов, Кувондик Санакулович
12. Сафаев, Садык Салихович
13. Турсунбаев, Юлчибой Эргашевич
14. Тян, Валерий Николаевич
15. Усманов, Мираброр Зуфарович
16. Фарманов, Александр Касымович[3]

## Республика Каракалпакстан
1. Аимбетов, Нагмет Каллиевич
2. Ерниязов, Муса Тажетдинович
3. Каримов, Кенес Аитмуратович
4. Сейтназаров, Сарсенбай Ержанович
5. Эрманов, Фарход Уразбаевич

## Ташкент
1. Абдурахимова, Фарида Юлдашевна
2. Акрамов, Акмаль Махмудович
3. Борисова, Елена Михайловна
4. Джумабаев, Атхам Сахиевич
5. Исмаилов, Улугбек Мирабидович
6. Усманов, Рахманбек Джахангирович

## Андижанский вилоят
1. Абдуллаев, Улугбек Анварович
2. Абдурахмонов, Шухратбек Кушакбаевич
3. Араббаева, Паридахон Даминовна
4. Бектемиров, Уткирбек Уктамович
5. Раджапов, Маврутали Гапирович
6. Хужамбердиев, Мамазаир

## Бухарский вилоят
1. Адизов, Замир Нарзуллоевич
2. Жаводов, Аскар Назарович
3. Латипов, Азим Шукурович
4. Раджабова, Мавжуда Абдуллаевна
5. Эсанов, Мухиддин Турдиевич

## Джизакский вилоят
1. Алимова, Халида Рауфовна
2. Зиятов, Парда
3. Исмаилов, Сайфиддин Умарович
4. Мамажанов, Бахром
5. Шералиев, Сайфидин
6. Эргашев, Куракбой Ялгашевич

## Кашкадарьинский вилоят
1. Абдиев, Суюн Мажитович
2. Донаев, Шомурод Холбоевич
3. Курбанова, Майна Эшбўриевна
4. Назаров, Тура Абдуллаевич
5. Султанов, Алишер Саидаббасович

## Навоийский вилоят
1. Алдабергенов, Кайрат Туткабоевич
2. Ибраимов, Холбой
3. Сатторова, Гулчехра Хаитовна
4. Тогаева, Назира Маманазаровна
5. Турдимов, Эркинжон Окбутаевич

## Наманганский вилоят
1. Бозаров, Хайрулло Хайитбаевич
2. Маткаримов, Пахридин Жураевич
3. Муминов, Солижон Джалилович
4. Садритдинов, Насритдин Фахриддинович
5. Эсонбаева, Дилорам Махамаджановна
6. Юсупов, Баходир Турсунович

## Самаркандский вилоят
1. Джураев, Абдумумин Суннатович
2. Мирзаев, Зоир Тоирович
3. Окбутаев, Химмат Кучкарович
4. Тошев, Фармон Исхакович
5. Шодиева, Хамротош Нормуродовна
6. Юлдашов, Мансур Арзикулович

## Сырдарьинский вилоят
1. Ашурматов, Ойбек Шодмонкулович
2. Каратаев, Икрам Ташпулатович
3. Махмудов, Абдумавлон Убайдуллаевич
4. Разаков, Хамрабай Рахимович
5. Чинибеков, Хусниддин Кучкарович

## Сурхандарьинский вилоят
1. Алтиев, Абдурашид Султанович
2. Арипова, Шохида Рахматовна
3. Бахромов, Исахан Насирович
4. Хайдаров, Мамат Эшкулович

## Ташкентский вилоят
1. Баратова, Сайёра Рахматовна
2. Каримов, Холмурод Абдурахмонович
3. Сидиков, Дамир Лутфуллаевич
4. Тоиров, Махмуджон
5. Усманов, Ахмад Тугилович
6. Хамраев, Шодибек Турсунович

## Ферганский вилоят
1. Ганиев, Шухрат Мадаминович
2. Курганова, Рахимахон
3. Мажидов, Рустамали Ахмадалиевич
4. Сидикова, Энахон Абдурахимовна
5. Туйчиев, Кудратали Шокиржонович

## Хорезмский вилоят
1. Абдукаримова, Сайёра Сапаевна
2. Аллакулиев, Давранбек Сафаевич
3. Бобожанов, Пулат Раззакович
4. Рузметов, Эркин
5. Собиров, Илгизар Матякубович
6. Халимбетов, Бахтиёр Юлдашевич